# Кевін Борле
Кевін Борле (нід. Kevin Borlée, нар. 22 серпня 1988) — бельгійський легкоатлет, який спеціалізується в спринтерських дисциплінах, переможець та призер чемпіонатів світу та Європи. Учасник трьох Олімпійських ігор (2008, 2012, 2016).
Має братів Ділана та Йонатана і сестру Олівію, які також є спринтерами.
На чемпіонаті світу-2019 здобув «бронзу» в складі чоловічої естафетної команди 4×400 метрів.